# Истон (Пенсилванија)
Истон (енгл. Easton) град је у америчкој савезној држави Пенсилванија. По попису становништва из 2010. у њему је живело 26.800 становника.

## Демографија
Према попису становништва из 2010. у граду је живело 26.800 становника, што је 537 (2,0%) становника више него 2000. године.
| Група             | 2000.          | 2010.          |
| Белци             | 19.302 (73,5%) | 15.714 (58,6%) |
| Афроамериканци    | 3.338 (12,7%)  | 4.506 (16,8%)  |
| Азијати           | 437 (1,7%)     | 639 (2,4%)     |
| Хиспаноамериканци | 2.570 (9,8%)   | 5.331 (19,9%)  |
| Укупно            | 26.263         | 26.800         |